# Ferdinand Freudenfeld
Ferdinand Freudenfeld (* 1. Mai 1858 in Tomken, Kreis Strasburg in Westpreußen; † 23. Mai 1932 in Berlin) war ein deutscher Verwaltungsbeamter.

## Leben
Ferdinand Freudenfeld studierte an der Schlesischen Friedrich-Wilhelms-Universität. 1878 wurde er Fuchs im Corps Marcomannia Breslau. Am 19. Juli 1878 recipiert, zeichnete er sich als Subsenior und Senior aus. Zugleich genügte er seiner Wehrpflicht beim Grenadier-Regiment König Friedrich III. (2. Schlesisches) Nr. 11. Voller Begeisterung für die westliche Erweiterung des Deutschen Kaiserreichs, trat er nach der Promotion 1880 als Referendar in den Verwaltungsdienst des Reichslandes Elsaß-Lothringen. 1885 bestand er die Prüfung zum Regierungsassessor. 1887 wurde er Bürgermeister von Saargemünd. Von 1893 bis 1903 war er Kreisdirektor im Kreis Saarburg. Anschließend kam er als Oberregierungsrat zum Bezirkspräsidium des Bezirks Lothringen in Metz. Der Friedensvertrag von Versailles nahm ihm die Heimat Westpreußen und die Wahlheimat Elsaß-Lothringen. Seine letzte Heimat fand er in Berlin, wo er noch einige Jahre als Geheimer Regierungsrat im Reichsdienst tätig war.

„Freudenfeld war eine innerlich ausgeglichene, frohsinnige Natur, die mit strenger Lebensauffassung Freude am Sinnengenuß glücklich zu vereinen wußte. Seine nicht gewöhnliche musikalische Begabung wird zu dem Ausgleich beigetragen haben. Es war nicht seine Art sich vorzudrängen. Ruhig und besonnen, dabei gütig und mit vollem Verständnis für alles Menschentum ging er seinen Weg und erwarb sich damit das Vertrauen, das ihn schon als jungen Corpsburschen an die Spitze des Corps führte. Mit Umsicht, Tatkraft und Würde waltete er des Amtes. Von seiner Person ging eine eigenartige Anziehungskraft aus. Ohne sich besonders zu bemühen, zog er jeden, der mit ihm in Berührung kam, in seinen Bann und hielt ihn fest. Man stand unter dem Eindruck, dieser aufrechte in sich gefestigte Mann wird dich seelisch und geistig bereichern.“